# Saint-Frégant
Saint-Frégant è un comune francese di 685 abitanti situato nel dipartimento del Finistère nella regione della Bretagna.

## Società

### Evoluzione demografica
Abitanti censiti